# 国鉄EF53形電気機関車
EF53形は、日本国有鉄道（国鉄）の前身である鉄道省が、1932年（昭和7年）から製造した直流用電気機関車である。

## 概要
EF52形をベースに旅客列車用電気機関車として誕生した。EF52形に比べ高速性能の向上、機器類の信頼性と機能の向上が図られており、省形電気機関車の一つの完成形として、後続のEF56形、EF57形などの基本となった。1934年（昭和9年）までに日立製作所、芝浦製作所/汽車製造、三菱造船/三菱電機、川崎造船所/川崎車輛、日本車輌製造で19両が製造された。

## 構造

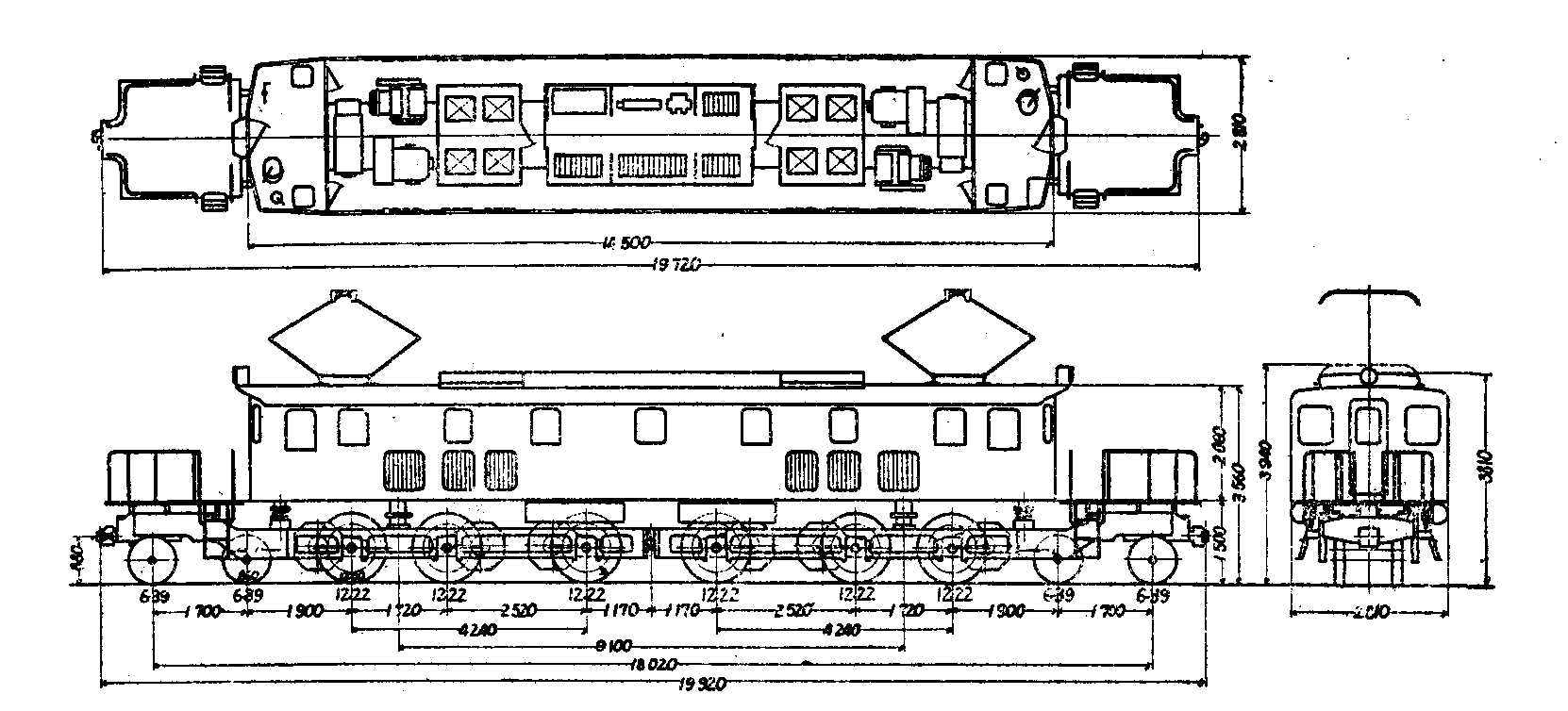
形式図

本形式はEF52形をベースとしているが、EF52形に比べ、次のような点が変更されている。また、増備途中の13号機以降は外観に変化を伴う改良も行われている。
- 高速性能の向上を図るため歯数比を3.45から2.63に下げる[注釈 1]。
- 制御段数を28段から25段に、単位スイッチを41個から36段に減らす。
- 電動発電機をクロス界磁付1基から電車と同様の励磁機付2基に変更。
- パンタグラフを緩衝器付きのPS10Aに変更。
- 全長を20,600mmから19,920mmに短縮し、重量を108tから98.88tに軽減。
- 車体形状の変更でEF52形では車体下部に露出していた台枠を車体内に納め、元空気溜は床下装備とした。
- 13号機からは主電動機を62%弱め界磁付きのMT17Aに変更し定格速度を向上。
- 同時にデッキ幅の縮小

## 運用
直流電化区間用の機関車で、登場間もなくは東海道本線東京 - 国府津、さらに1934年（昭和9年）の丹那トンネル開通後は沼津まで延長された電化区間において、特急「富士」・「つばめ」に代表される優等列車の牽引を中心に使用された。EF52形を上回るように設計された高速性能はそのような列車の牽引に適合しており、各部を改良した機器は取り扱いの面でも優れていた。
この高い性能と信頼性を受け、1934年（昭和9年）製造分の13 - 19号機から「出来栄え審査」を経て16 - 18号機の3両がお召し列車用の機関車（17号機は予備機）に指定され、後に製造されたEF56形の6･7号機とともに、1954年（昭和29年）に後継のEF58形（60・61）が製造されるまで使用された。電気機関車によるお召し列車の運用において、戦前はトラブル防止の観点から必ず重連で牽引、戦後は単機で牽引された。
太平洋戦争後に、暖房用の蒸気発生装置を搭載するEF58形が登場したが、蒸気発生装置を搭載していない本形式は、冬季に旅客列車の牽引を行う時は暖房車の連結を要したため、主力機の座を離れて高崎線などの地方の電化区間へ転属するか、東京周辺の小運転用に使用される様になった。1955年（昭和30年）8月の時点での配属先は1 - 15号機が高崎第二機関区、16 - 19号機が東京機関区。
1963年（昭和38年）、山陽本線瀬野 - 八本松間の急勾配区間「瀬野八」における補助機関車を無煙化する際、各種置き換え案が出されたが経費を考慮し、電車置き換えの進展で余剰気味となり数がまとまっていて、車両の状態が良かった本形式が改造対象となり、EF59形に改番された。改造に際しては、運用上必要な両数を改造する方式で何度かに分けて改造され、最後まで残っていた3両が1968年（昭和43年）に改造されたのを最後に、EF53形は形式消滅した。
改造後の車番は、落成順に1から付されており、旧番との関連性はない。
| EF53 | 8 | 9 | 3 | 11 | 12 | 5 | 6 | 7 | 4 | 1  | 2  | 10 | 19 | 16 | 18 | 17 | 14 | 15 | 13 |
| EF59 | 1 | 2 | 3 | 4  | 5  | 6 | 7 | 8 | 9 | 10 | 11 | 12 | 13 | 14 | 15 | 16 | 17 | 18 | 19 |

EF59形に改造後は、本来後継形式となるはずだったEF61形（200番台）の不具合もあり、EF67形の投入によって置き換えられるまで長期にわたって使用された。置換え後も数両が解体されることなく保管され、その中のEF59 10（EF53 1）は、1987年（昭和62年）の国鉄分割民営化時に継承され、展示用の不可動状態とはいえ西日本旅客鉄道（JR西日本）の車籍を2006年（平成18年）7月まで保持していたが、同年同月に除籍・解体されたことで廃形式となった。末期は事実上の保存機だったとはいえ、在籍期間は73年にもおよぶ長寿機であった。

## 保存機

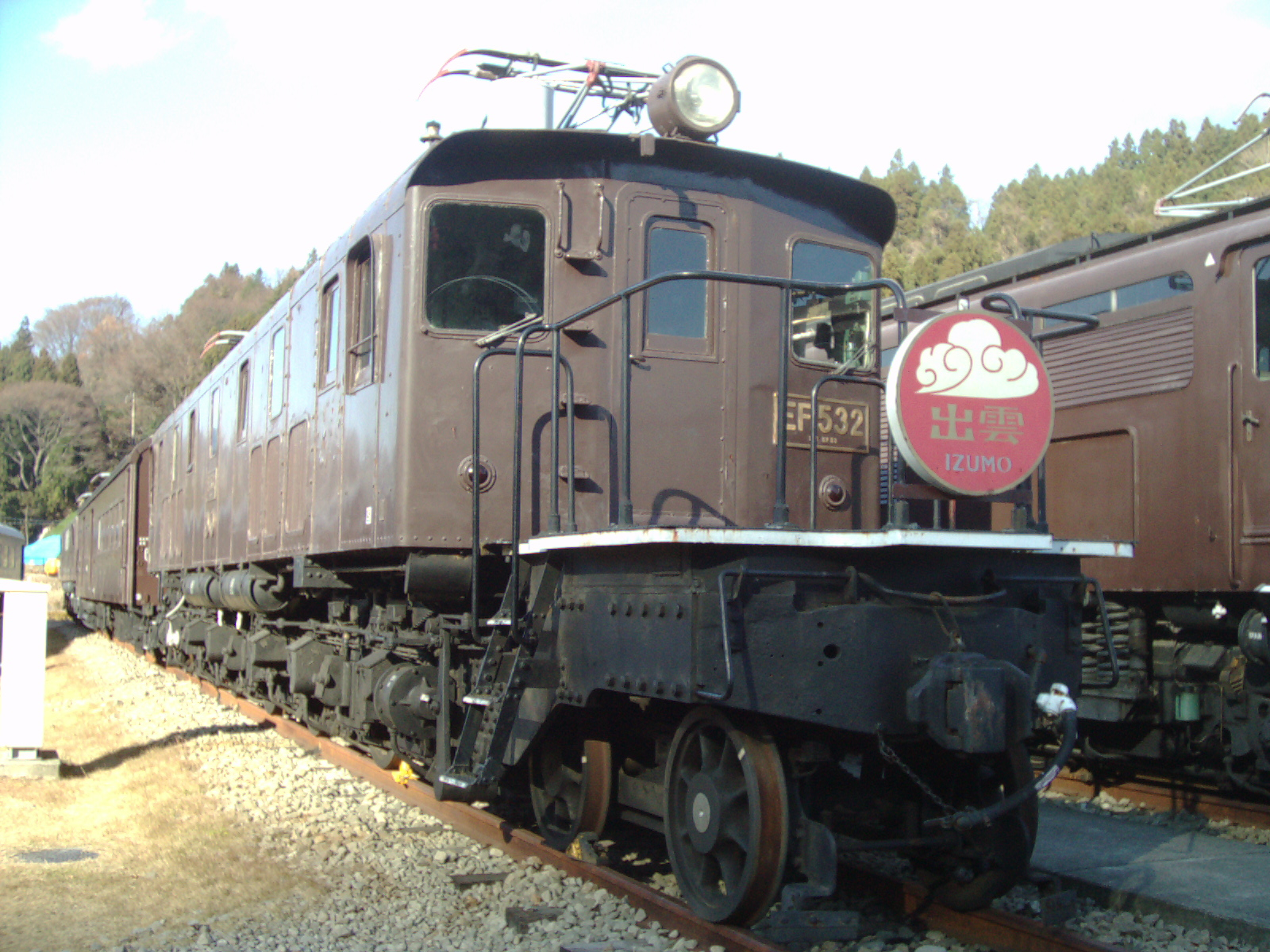
EF53 2

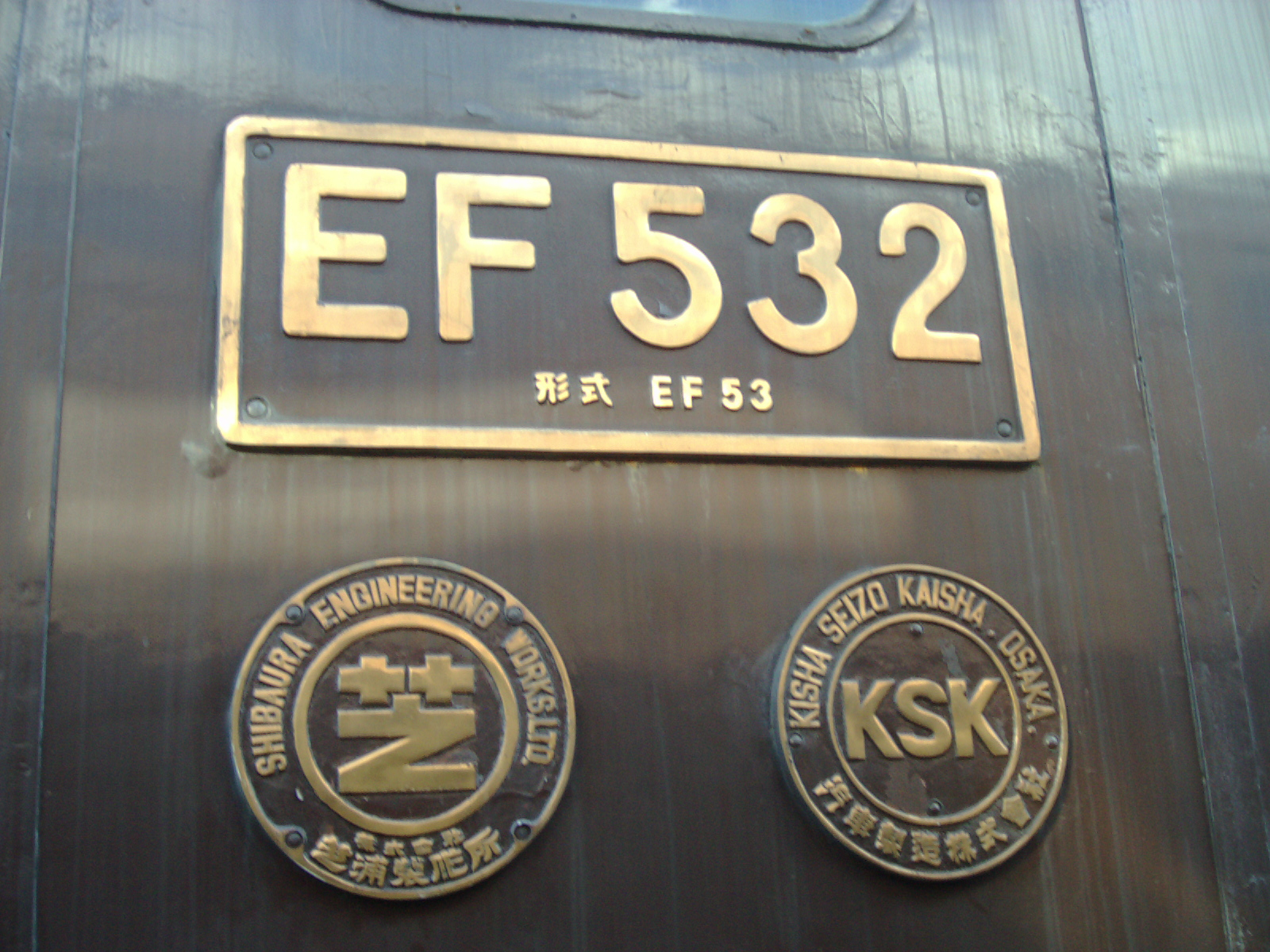
製造所銘板(複製)

全車がEF59に改造されたため完全な状態で残るものはないが、EF59 11がEF53 2に外観だけ戻されて、碓氷峠鉄道文化むらに静態保存されている。製造所銘板は、軽井沢町立東部小学校に保存されている同じ芝浦製作所・汽車製造製のED42 2の物から拓本を取って作った複製品が取り付けられた。
また、EF59 1（EF53 8）が碓氷峠鉄道文化むらに保存されている。EF59 16（EF53 17）がカットボディとして日本貨物鉄道（JR貨物）の広島車両所に静態保存されていたが、2022年（令和4年）6月に解体された。またEF59 10（EF53 1）がJR西日本の下関地域鉄道部下関車両管理室に保存されていたが、2006年（平成18年）7月に解体された。